# Landes de Bordeaux

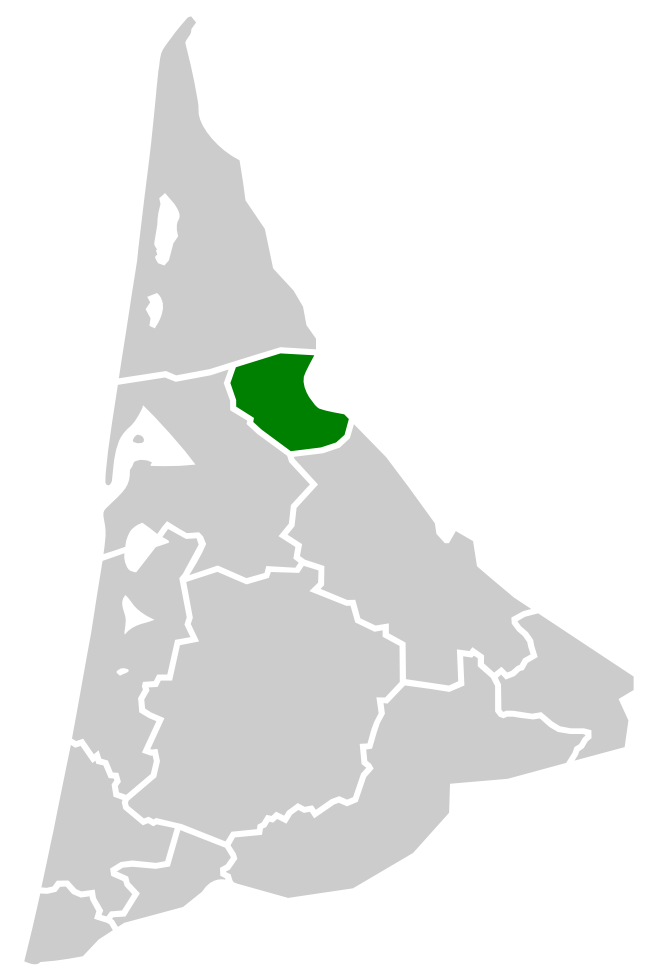
Posizione delle Landes de Bordeaux nel "triangolo" delle Landes de Gascogne

Le Landes de Bordeaux sono oggi quella parte della boscosa delle Landes de Gascogne, che viene a contatto con l'agglomerato urbano di Bordeaux. 

## Geografia
Le Landes de Bordeaux confinano a nord con il Médoc, ad ovest con il Pays de Buch ed a sud con la Haute-Lande.
Come sugli altri territori delle Landes, questa regione è stata caratterizzata, fino alla metà del XIX secolo, da un sistema agro-pastorale. La foresta rimboschita nel XIX ed all'inizio del XX secolo a seguito della legge del giugno 1857, è giunta alla sua maturità a metà del XX secolo. Questa prima generazione di forestazione non prevedeva né misure para-fuoco né canali di scolo; di conseguenza le Landes de Bordeaux furono teatro, nel 1949, tra Bordeaux e Arcachon, dei più gravi incendi che abbia conosciuto la foresta delle Landes nel suo complesso.
Le Landes de Bordeaux hanno subito grosse trasformazioni a causa della loro vicinanza con la capitale neoaquitana. La distribuzione urbana dell'agglomerato bordolese, accelerata a partire dagli anni 1950, ha intaccato la foresta ed i vigneti ad ovest di Bordeaux.
A nord-ovest Blanquefort, Le Taillan-Médoc, Eysines e Bruges hanno abbandonato una buona parte del loro territorio boscoso e viticolo per colture da palude e stabilimenti industriali. 
Ad ovest, a Mérignac, Pessac, Talence e Gradignan, il tessuto urbano s'è addensato e grandi spazi sono stati modificati dall'Aeroporto di Bordeaux Mérignac e dalla cittadella universitaria. A sud-ovest, i comuni di Cestas, Canéjan e Léognan, più lontani, hanno accolto quartieri residenziali di peri-urbanizzazione. La parte rimanente del territorio è densamente boschiva, come se l'irraggiamento di Bordeaux spingesse la popolazione lontano dalla comunità urbana, in particolare lungo assi di comunicazione quali l'A63, che si dirige verso il bacino di Arcachon ed i Paesi Baschi.

## Città principali

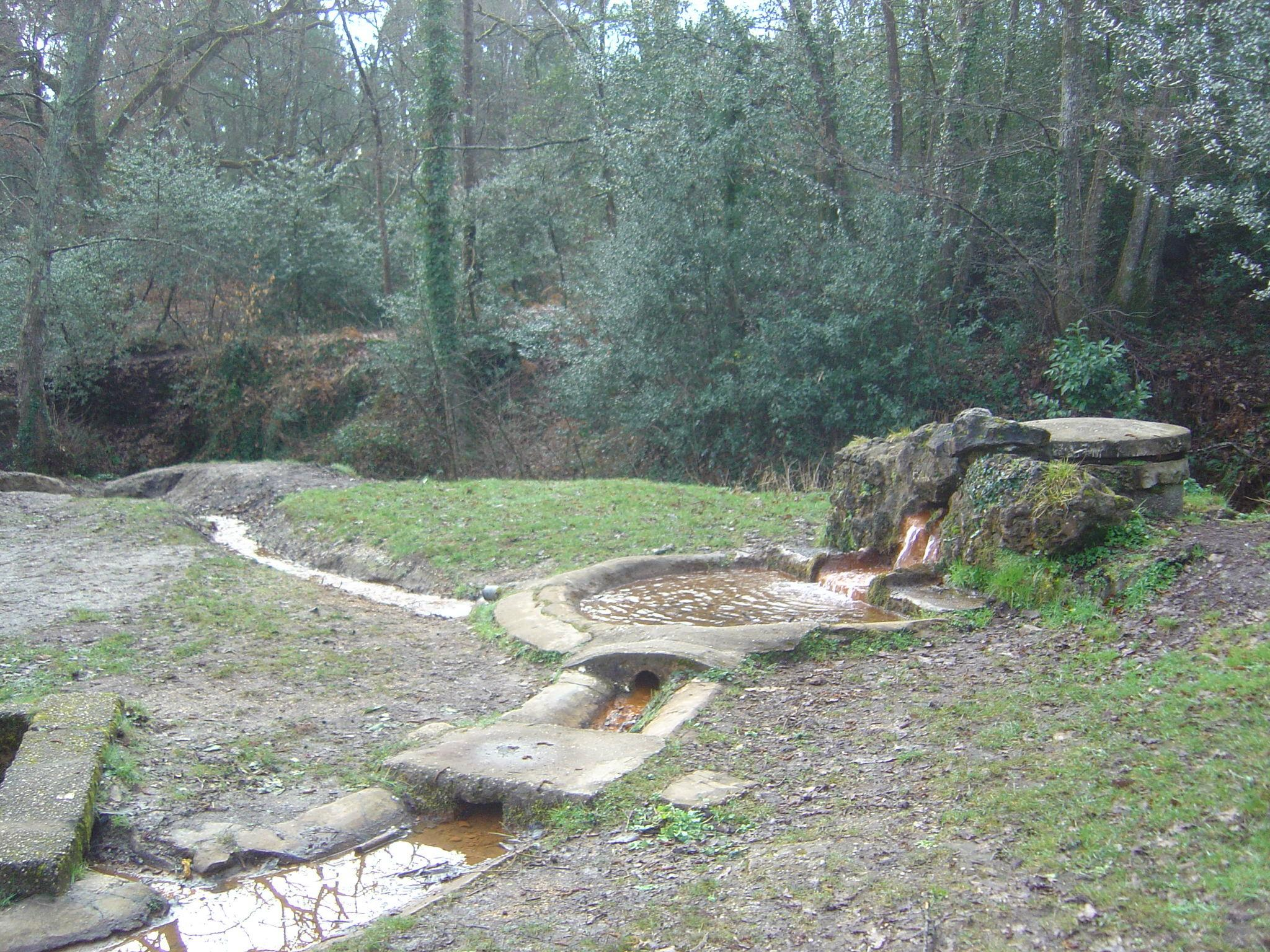
Sorgente a Cestas

- Saint-Jean-d'Illac
- Saint-Médard-en-Jalles
- Saucats
- Cestas

Una parte dei comuni di:
- Pessac
- Mérignac
- Bruges
- Gradignan

| Controllo di autorità | VIAF (EN) 239986018 |